# Frans Verbeeck (Maler)
Frans Verbeeck (* um 1510 in Mechelen, Herrlichkeit Mechelen, Burgundische Niederlande; † 24. Juli 1570 in Mechelen, Spanische Niederlande) war ein flämischer Maler und Stecher.

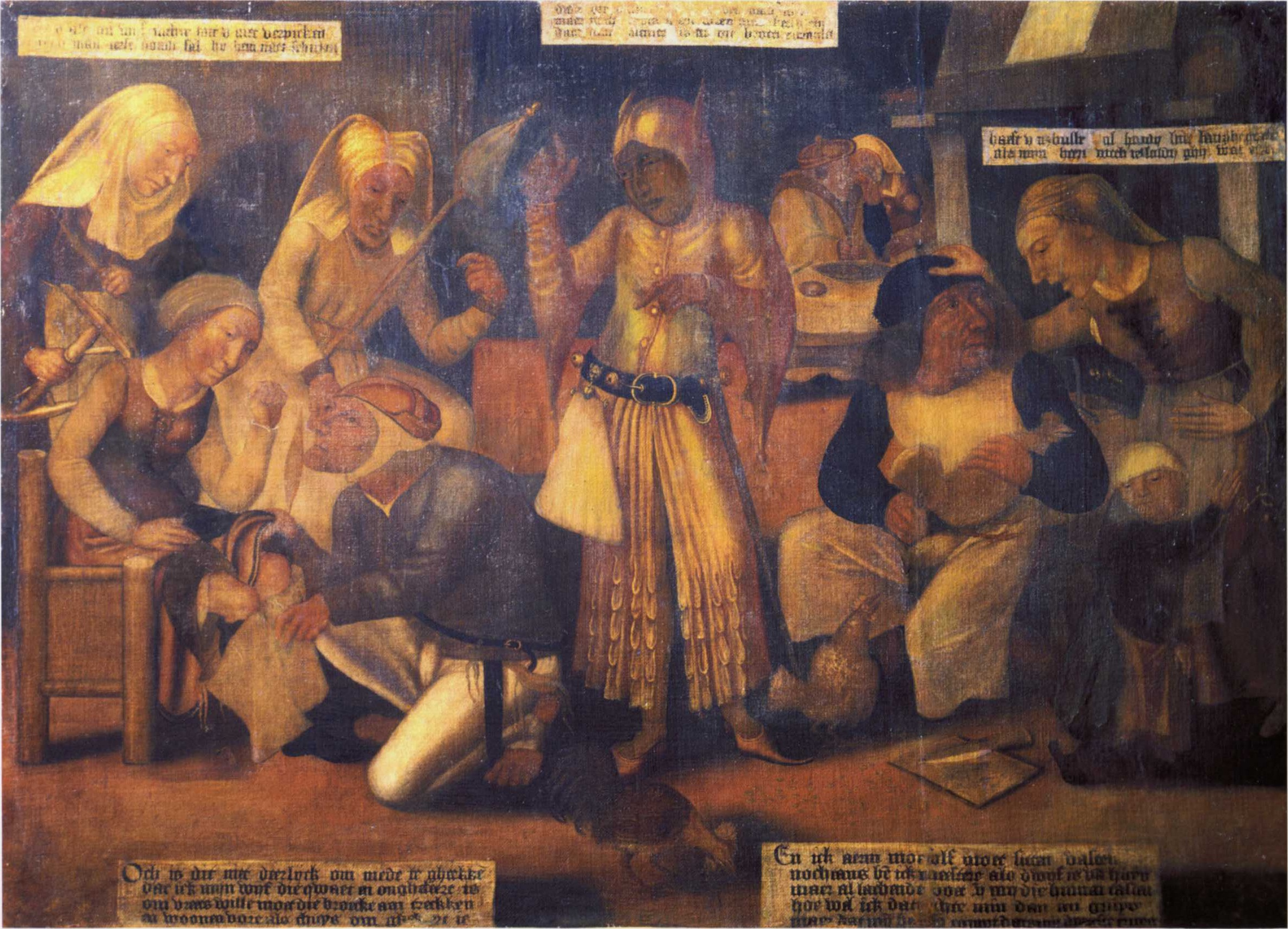
Frans Verbeeck: Hekeling van bazige vrouwen en pantoffelhelden [Gebieterische Frauen und ihre Pantoffelhelden], etwa 1550

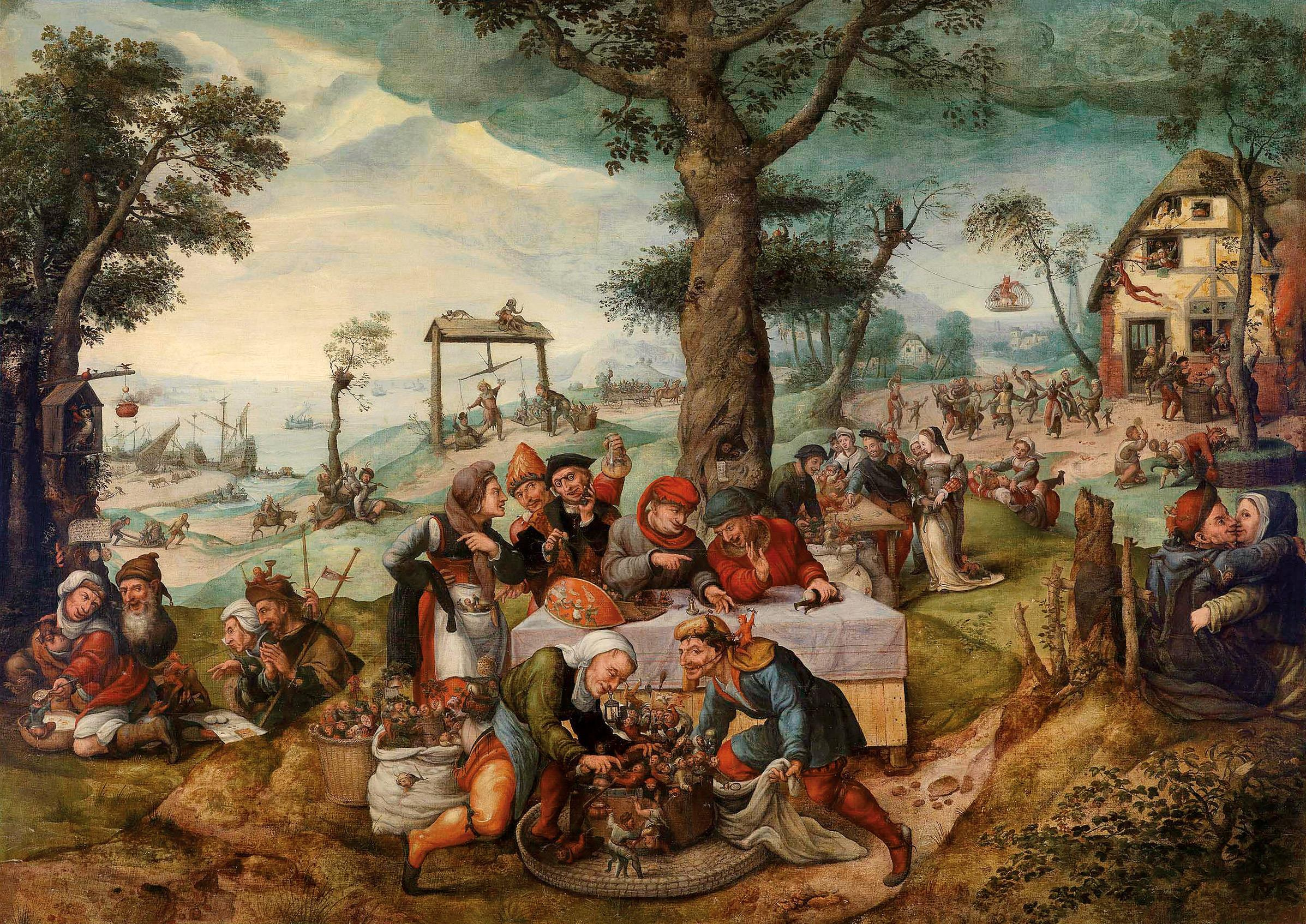
Der Narrenhandel

## Leben
Unter den zahlreichen Malern mit dem Namen Verbeeck ist Frans einer der ältesten. Er gilt als Schüler des Frans Crabbe. Er wurde am 25. August 1531 Meister und 1563 in der Nachfolge von Pieter Brueghel dem Älteren Dekan der Lukasgilde in Mechelen. Auch sein Bruder Philipp Verbeeck wurde 1525 Mitglied der Lukasgilde.
Verbeeck malte Temperabilder, die Karel van Mander im 16. Jahrhundert an Hieronymus Bosch erinnerten. In der Mechelner Katharinenkirche hing demnach das Bild Parabel vom Weinberg mit Spukgestalten. Ebenso befand sich in Mechelen ein Heiliger Christophorus mit Spukgestalten. Weiterhin malte Verbeeck einige humoristische Bauernhochzeiten und ein Winterbild.
Das Verbeeck zugeschriebene Bild Der Narrenhandel wurde 2021 für 3 Millionen Euro beim Dorotheum in Wien versteigert. Eine kleinere Werkstattkopie unter dem Titel Die Verspottung der menschlichen Torheiten war 2007 ebenda für 160.000 Euro verkauft worden.